# Sakiyat al Mesek - Bhersaf
Sakiyat al Mesek - Bhersaf è un  comune (municipalité) del Libano situato nel distretto di al-Matn, governatorato del Monte Libano.